# I. e. 570-es évek
Évszázadok: i. e. 7. század – i. e. 6. század – i. e. 5. század
Évtizedek: i. e. 620-as évek – i. e. 610-es évek – i. e. 600-as évek – i. e. 590-es évek – i. e. 580-as évek – i. e. 570-es évek – i. e. 560-as évek – i. e. 550-es évek – i. e. 540-es évek – i. e. 530-as évek – i. e. 520-as évek
Évek: i. e. 579 – i. e. 578 – i. e. 577 – i. e. 576 – i. e. 575 – i. e. 574 – i. e. 573 – i. e. 572 – i. e. 571 – i. e. 570

## Események
- i. e. 573-ban megtartják az első nemeai játékokat.
- i. e. 572-ben békekötéssel befejeződik Türosz 13 éves babiloni ostroma.

## Híres személyek
- II. Nabú-kudurri-uszur babiloni király
- Kabúdzsija (I. Kambüszész) ansani (perzsa) király
- II. Uahibré (Apriész) egyiptomi fáraó
- Istuviga (Asztüagész) méd király